# グッバイ、リチャード!
『グッバイ、リチャード!』（The Professor、別題：Richard Says Goodbye）は2018年のアメリカ合衆国のコメディドラマ映画。監督はウェイン・ロバーツ、出演はジョニー・デップとローズマリー・デウィットなど。末期の肺がんだと診断された大学教授を描いたオフビートなヒューマンドラマ。

## ストーリー
大学で英文学を講じるリチャード・ブラウンは医者から末期の肺がんだと告知された。医者は「治療をしなかった場合、余命は持って半年でしょう。治療をすれば1年から1年半は生きられるでしょうが、かなりの苦痛が伴います」とブラウンに言った。リチャードは突然の余命宣告にショックを受け、自分自身に怒りをぶつけたが、しばらくすると放心状態になった。その状態のまま、リチャードはキャンパスや街の中を彷徨した。
妻のヴェロニカと娘のオリヴィアに真実を告げる覚悟を決めた後、リチャードは帰宅の途についた。ところが、リチャードが話を切り出そうとした矢先、オリヴィアが同性愛者であることをカミングアウトしてきた。しかも、既に同性の恋人がいるのだという。ヴェロニカが素っ気ない対応をしたため、怒ったオリヴィアは家を飛び出してしまった。その後、リチャードとヴェロニカは口論になった。勢い余ったヴェロニカは自身がリチャードの上司と不倫していることを暴露するに至った。結局、その日、リチャードは余命宣告を受けたことを家族に伝えられなかった。
翌日、教壇に立ったリチャードは苛立ちを抑えることができず、学生たちに説教を始めた。そして、楽勝科目であることを期待して受講した学生や自分を好ましく見せるための道具として英文学を利用しようとしている学生を批判した。その結果、受講生の半分以上が受講を取りやめることになったが、何人かの学生は却ってリチャードに関心を持つようになった。
リチャードは最初こそ自暴自棄になっていたが、自分を慕う学生たちと交流する中で、徐々に冷静さを取り戻していった。そして、残された時間を有意義に使う道を模索していくのだった。

## キャスト
- リチャード・ブラウン: ジョニー・デップ - 英文学の大学教授。
- ヴェロニカ・シンクレア＝ブラウン: ローズマリー・デウィット - リチャードの妻。芸術家。
- オリヴィア・ブラウン: オデッサ・ヤング（英語版） - リチャードとヴェロニカの娘。
- ピーター・マシュー: ダニー・ヒューストン - リチャードの同僚で親友。
- クレア: ゾーイ・ドゥイッチ - リチャードの教え子。学長の姪。
- ダニー: デヴォン・テレル（英語版） - リチャードの教え子。リチャードを誘って性的関係に。
- ヘンリー・ライト: ロン・リヴィングストン - 学長。ヴェロニカの不倫相手。クレアの伯父。
- ドナ: シオバン・ファロン・ホーガン - リチャードの同僚。
- バーバラ: リンダ・エモンド - ピーターの妻。
- ローズ: マトレーヤ・スカールウェナー - リチャードの教え子。フェミニズムに傾倒。
- 学生: パロマ・クワイアトコウスキ（英語版） - リチャードの教え子。
- テイラー: ケイトリン・バーナード（英語版） - オリヴィアの同性の恋人。
- リチャードの主治医: マイケル・コプサ（英語版）
- 名誉教授: ケン・クレイマー
- サラ: ジャスティン・ウォーリントン - パブのウエイトレス。リチャードと性的関係に。
- ヘンリーの秘書キャロル: マリリン・ノリー

## 製作
2017年5月8日、ウェイン・ロバーツ監督の新作映画『Richard Says Goodbye』にジョニー・デップが出演することになったと報じられた。7月20日、ゾーイ・ドゥイッチの起用が発表された。25日、ローズマリー・デウィット、ダニー・ヒューストン、デヴォン・テレル、オデッサ・ヤングがキャスト入りすると共に、本作の主要撮影がカナダのバンクーバーで始まった。2019年3月、本作のタイトルが『Richard Says Goodbye』から『The Professor』に変更された。

## 公開・マーケティング
2018年9月10日、サバン・フィルムズが本作の全米配給権を300万ドルで購入したとの報道があった。10月5日、本作はチューリッヒ映画祭でプレミア上映された。2019年4月10日、本作のオフィシャル・トレイラーが公開された。

## 評価
本作に対する批評家からの評価は芳しいものではない。映画批評集積サイトのRotten Tomatoesには20件のレビューがあり、批評家支持率は10%、平均点は10点満点で4.85点となっている。サイト側による批評家の見解の要約は「薄っぺらい登場人物と誤った演出に基づくジョニー・デップの演技のために、ストーリーがグチャグチャになっている。『グッバイ、リチャード』は出だしから失敗しており、ミスは頻繁に発生している。」となっている。また、Metacriticには12件のレビューがあり、加重平均値は37/100となっている。